# Selenia maculosa
Selenia maculosa là một loài bướm đêm trong họ Geometridae.